# Wasserwerk Saloppe

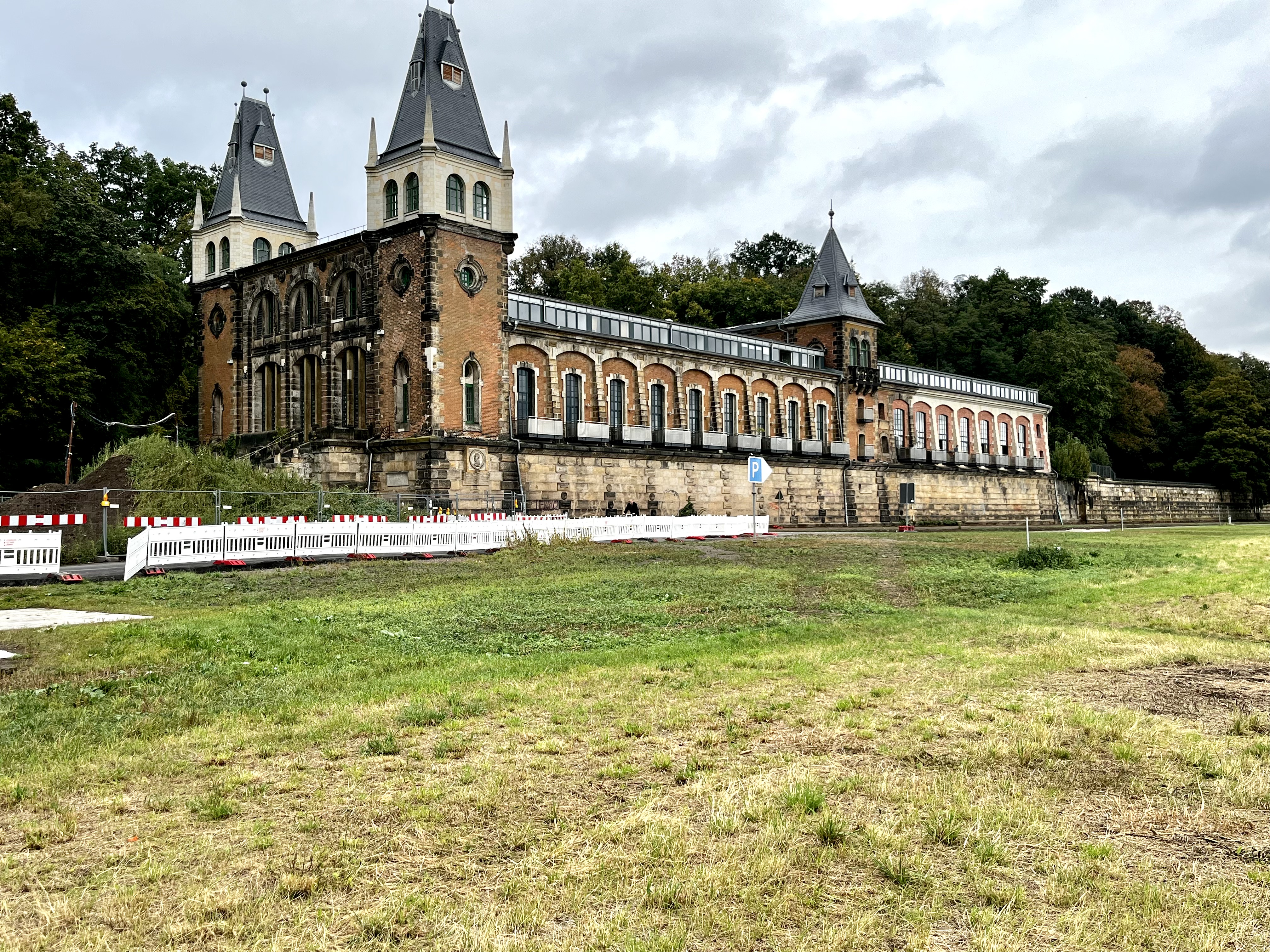
Heutiges Wasserpalais Saloppe, Elbseite (Oktober 2023)

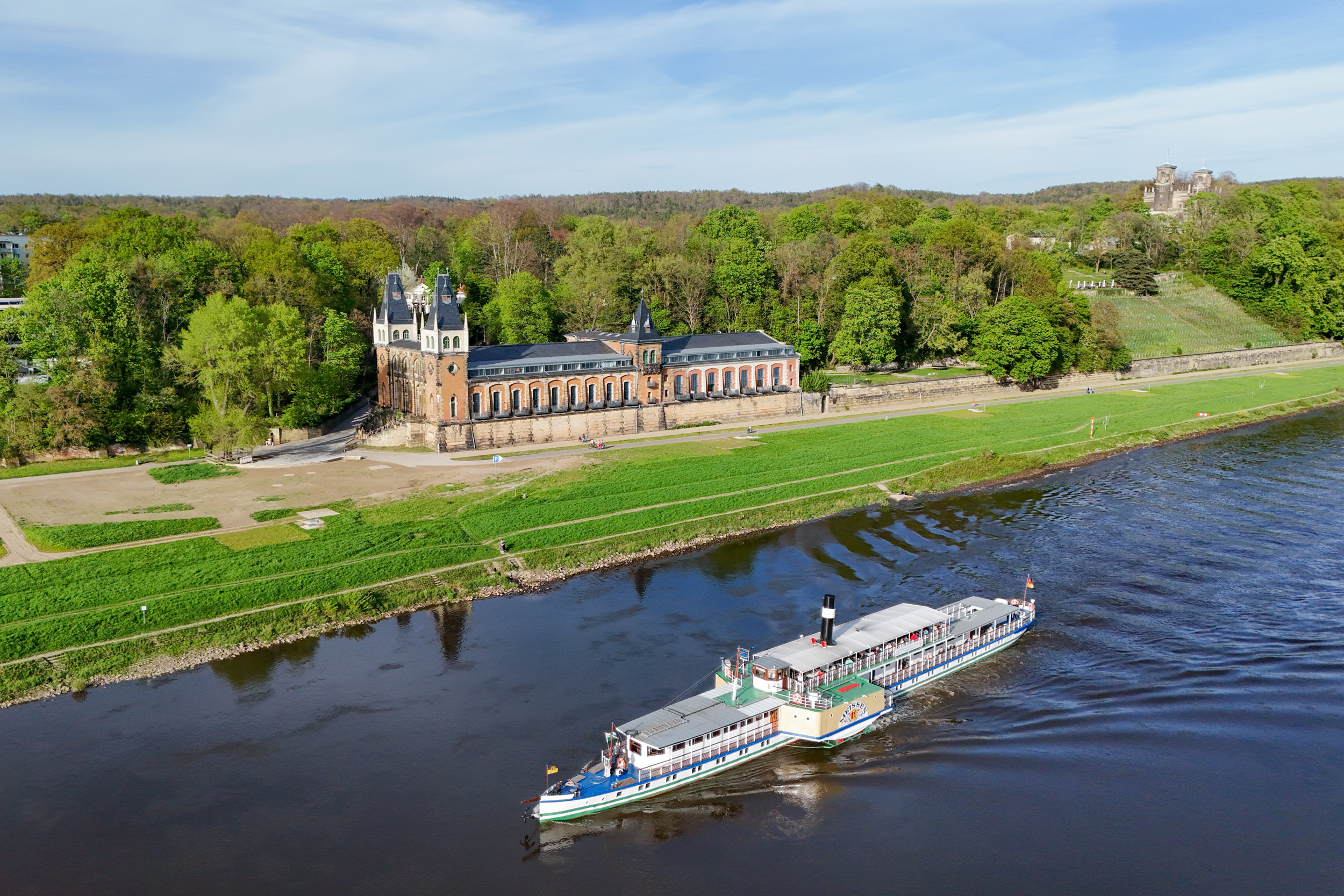
Wasserwerk Saloppe mit dem Dampfer Meissen, 2024

Die Saloppe ist ein ehemaliges Wasserwerk in Dresden. Im Jahr 1875 ans Netz gegangen, handelt es sich um das erste Dresdner Trinkwasserwerk.  Im Oktober 2013 wurde es verkauft, 2014 begannen die Arbeiten zum Umbau in eine Luxuswohnanlage, die mehr Zeit als geplant in Anspruch nahmen. In diesem Zusammenhang wurden die im Krieg zerstörten Bauteile (westliche Turmspitzen, Ostflügel) rekonstruiert.

## Lage

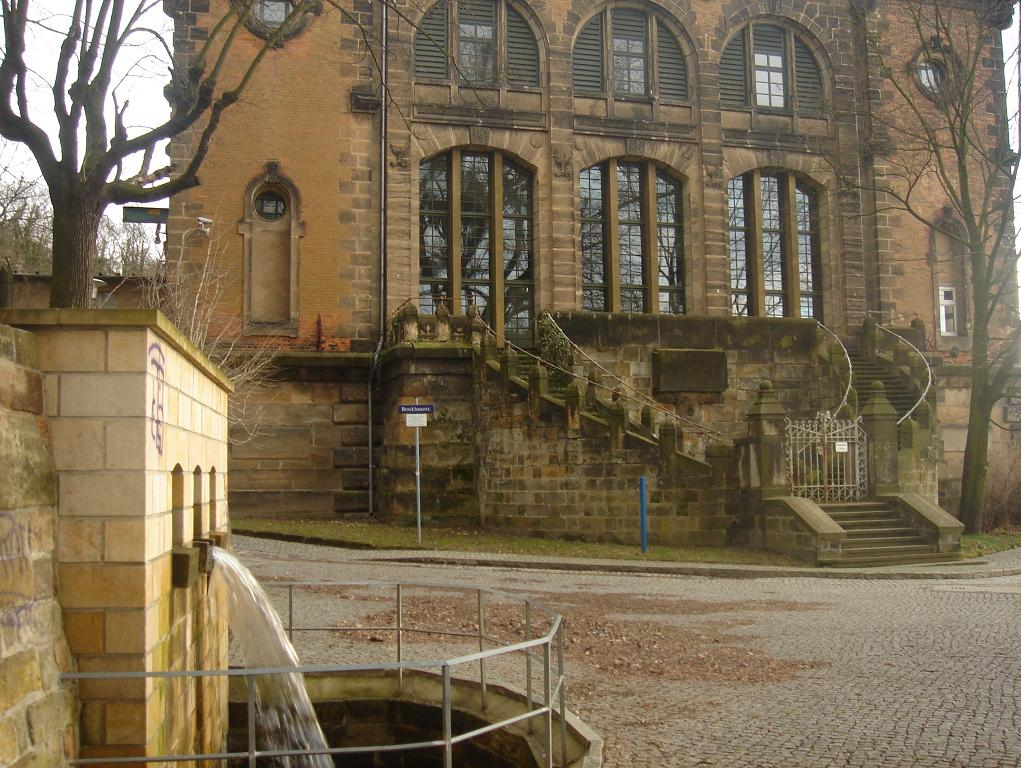
Ansicht des Wasserwerks von Westen, im Vordergrund der Eisenbornbach

Das Wasserwerk Saloppe befindet sich direkt am rechten Elbufer in der Gemarkung Loschwitz am hier langsam auslaufenden Dresdner Elbhang. Es liegt im spitzen Winkel zwischen Brockhausstraße und Körnerweg unterhalb von Schloss Albrechtsberg und wird bereits zum statistischen Stadtteil Radeberger Vorstadt und somit zum Stadtbezirk Neustadt gezählt. Unmittelbar unterhalb des Wasserwerks fließt der aus der Dresdner Heide kommende Eisenbornbach, der hier den engen Schotengrund verlässt, durch die Öffnung der Mauer aus dem Brockhausgarten und wird, unterirdisch verrohrt, zu seiner Einmündung in die Elbe weitergeleitet. Etwa 800 Meter stromabwärts befindet sich die Waldschlößchenbrücke. Das Wasserwerk ist ein Technisches Denkmal und liegt innerhalb der Fläche, die als Weltkulturerbe Dresdner Elbtal geschützt war.

## Nutzung
Das Wasserwerk Saloppe ist ein Nutzwasserwerk. Es liefert, wie auch das Wasserwerk Albertstadt, seit 1995 Nutzwasser an den Infineon-Standort an der Königsbrücker Straße im Norden Dresdens. Dieses Wasser wird aus dem Uferfiltrat der Elbe gewonnen und gelangt anschließend durch zwei 650-Millimeter-Rohre in einen Hochbehälter am Fischhaus. Dabei handelt es sich um von Unternehmen wie Infineon später eigens aufbereitetes Rohwasser, da Wasser von den Betrieben zwar in großen Mengen benötigt wird, das in anderen Werken hergestellte Trinkwasser aber nicht den Anforderungen für die hochempfindliche Produktion in Reinsträumen genügt. Die Lieferkapazität des von der Drewag betriebenen Wasserwerks Saloppe beträgt maximal 12.000 Kubikmeter pro Tag. Vom Wasserwerk Saloppe aus wird auch das vom Wasserwerk Hosterwitz durch ein 800-Millimeter-Rohr eintreffende Trinkwasser zum Hochbehälter am Fischhaus gepumpt. Das Trinkwasserschutzgebiet Saloppe/Albertstadt, eine Grundwasserschutzzone, ist eines von sechs rechtselbischen Schutzgebieten Dresdens. Am 4. April 1985 wurde eine „Trinkwasserschutzzonenordnung für die Wasserschutzgebiete der Wasserwerke Saloppe, Albertstadt und VEB Margon (Stammbetrieb)“ erlassen.

## Geschichte

### Name
Der Name Saloppe leitet sich ab von chalupka. Er bedeutet auf Hochdeutsch etwa „Hütte“ oder „Bude“ und war seit der Zeit der Befreiungskriege die Bezeichnung der damals in der Umgebung anwesenden russischen Soldaten für ein einfaches Wirtshaus in der Nachbarschaft des heutigen Wasserwerks. Diese Bezeichnung wurde, da von der deutschsprachigen Bevölkerung nicht korrekt verstanden, im Laufe der Jahre über Schaluppe zur heutigen Form verfälscht und schließlich von der Schankwirtschaft auf das Wasserwerk an der Saloppe übertragen.

### Vorgeschichte

#### Schankwirtschaft

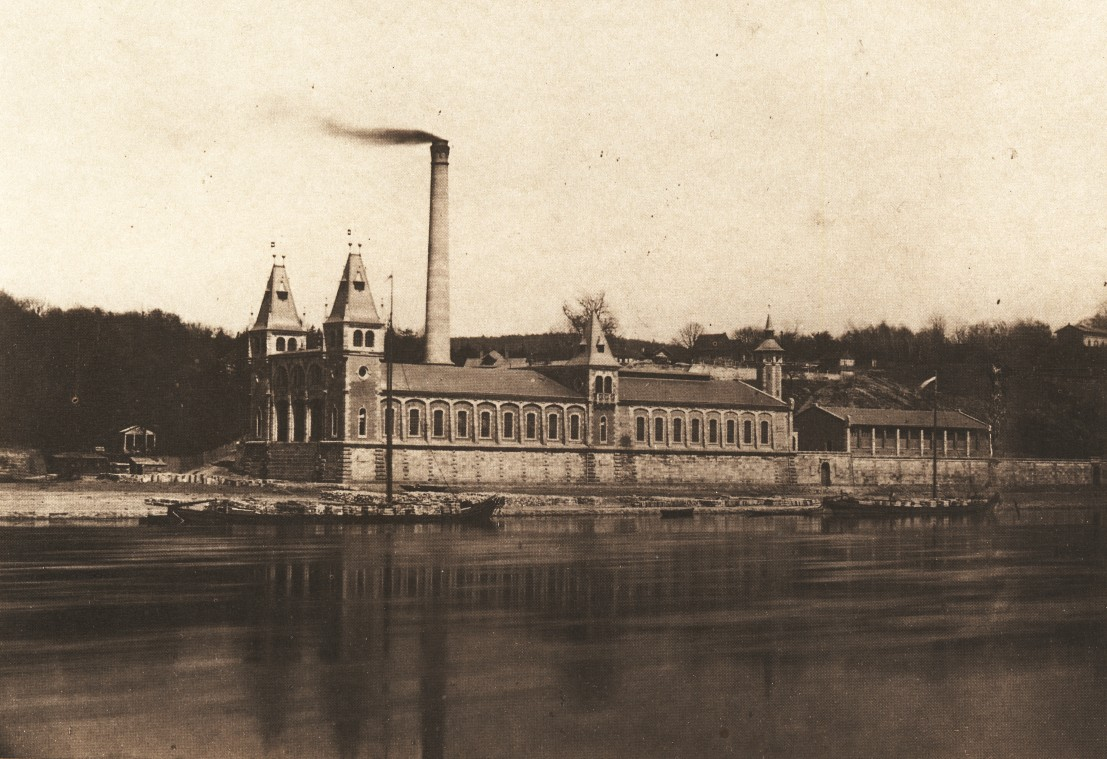
August Kotzsch: Städtisches Wasserwerk (1875)

Während des Siebenjährigen Krieges errichteten preußische Soldaten einen Feldposten in einer einfachen Bretterbauweise, der auf einem Weinberg nordöstlich der Dresdner Altstadt nahe einer Fährstelle lag. Nach dem Abzug der preußischen Armee wurde sie dem Fährmann und dessen Frau überlassen, die bislang als Marketender fungiert hatten und hier fortan einen öffentlichen Ausschank betrieben. Um 1813 befand sich während der Schlacht um Dresden ein Kosakenfeldposten in dem Gebäude, das in dieser Zeit bei den Russen unter dem Namen Wutki Chalupka (deutsch Schnapsbude) bekannt war, woraus sich die heutige Bezeichnung Saloppe entwickelte. Nach dem Abriss der Bretterbude im April 1822 errichtete man an gleicher Stelle einen Neubau, der eine beliebte Gastwirtschaft war, aber wieder beseitigt wurde, nachdem die Stadt Dresden 1864 das Grundstück erworben hatte, um das Wasserwerk darauf zu bauen.
Nach der Fertigstellung des Wasserwerks errichtete dessen Erbauer Theodor Friedrich einen neoromanischen Ersatzneubau für die Schankwirtschaft. Ab 1876 entstand ein großzügiger Restaurantkomplex mit Aussichtsturm und Gartenterrasse. Er entwickelte sich zu einer der beliebtesten und größten Gaststätten Dresdens und gehörte ab 1930 der DREWAG. Im Jahr 1945 wurde er zerstört. In der Nachkriegszeit betrieb man hier in einem provisorischen Gebäude eine kleine Wohngebietsgaststätte. Heute gilt die Saloppe als ältester Biergarten Dresdens und wurde in der Nachwendezeit als Veranstaltungsort von Afterwork-Partys, Seifenkistenrennen, Kinderfesten und Konzerten bekannt. Der Ausflugslokalität Saloppe drohte jedoch das Aus: Der Finanzausschuss der Stadt Dresden beschloss 2007 einen 11.900 m² großen Teil des Grundstückes zu verkaufen. Die Investoren wollten auf diesem Gelände neben dem Schloss Albrechtsberg Privatdomizile errichten. Zwischenzeitlich regte sich darüber in der Dresdner Bevölkerung und bei den Betreibern der Schankwirtschaft Widerstand. Nachdem sich 2009 die damalige Dresdner Oberbürgermeisterin Helma Orosz dafür eingesetzt hatte, beschloss der Dresdner Stadtrat am 12. März 2009 einstimmig den Erhalt der Saloppe und sprach sich damit gegen die Privatisierung des Grundstücks aus.

#### Wasserversorgung Dresdens

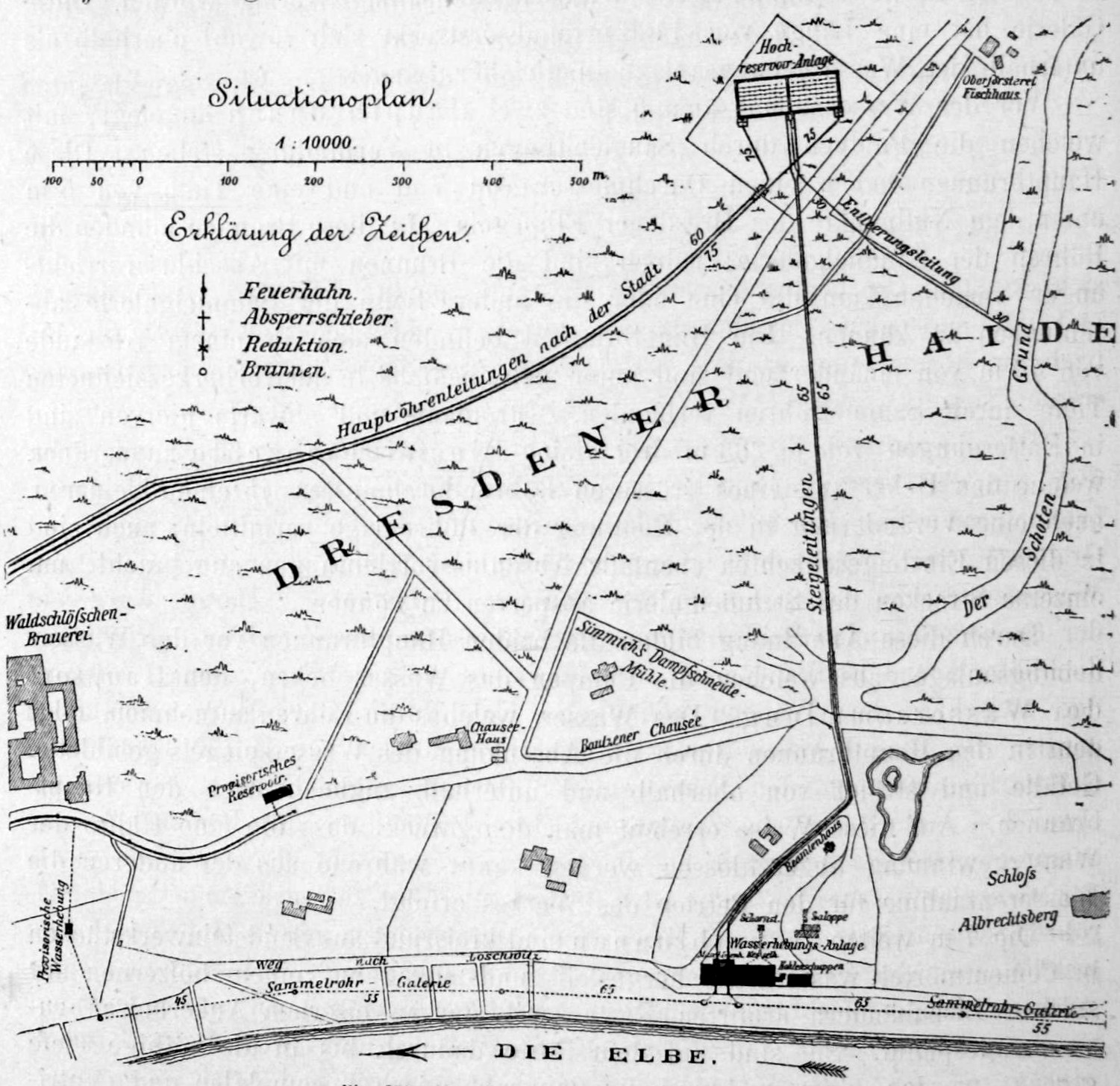
Saloppe mit Hochreservoir und Dresdner Heide

Vor der Errichtung des Wasserwerks Saloppe wurde die Neustadt beziehungsweise das frühere Altendresden mit Wasser aus der Dresdner Heide versorgt. Zunächst richteten Augustinermönche zur Versorgung ihres Klosters im Jahr 1476 die hölzerne Fischmannsteichleitung ein, die im Schotengrund oberhalb des Fischhauses an den Oberen Fischmannsteichen Wasser des Eisenbornbaches abzweigte und nach Altendresden leitete. Nach 1545 legte man eine zweite Leitung an, die je zur Hälfte die Neustädter Kasernen der Sächsischen Armee und die Dresdner Bürger versorgte. Später kam es wegen des gestiegenen Bedarfs zu einer erneuten Verdopplung der Kapazität. Bis ins 19. Jahrhundert flossen auf diese Weise täglich 500 Kubikmeter Wasser aus der Heide in die Stadt. Nach der Errichtung des Wasserwerks Saloppe verlor die Leitung an Bedeutung, war jedoch noch bis zu ihrer Zerstörung 1945 als Brauchwasserleitung in Betrieb. Andere Teile der Stadt wurden durch viele weitere Brunnen, Quellen und Leitungen versorgt, so zum Beispiel auch mit Wasser der Weißeritz oder des Kaitzbachs. Auf Grund des enormen Bevölkerungswachstums der Industrialisierungszeit und der ständigen Seuchengefahr kam es dann zur Planung eines zentralen Trinkwasserwerks.

### Errichtung des Wasserwerks

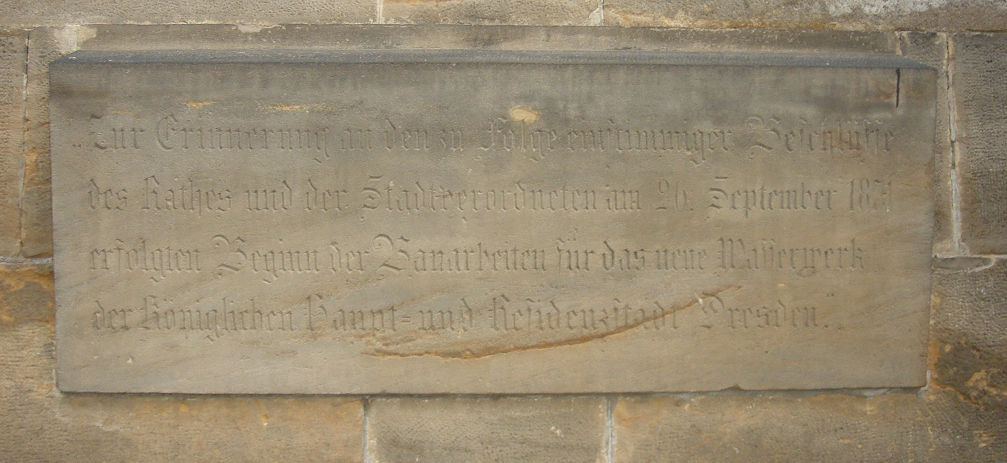
Gedenktafel zum Baubeginn des Wasserwerks an dessen Fassade

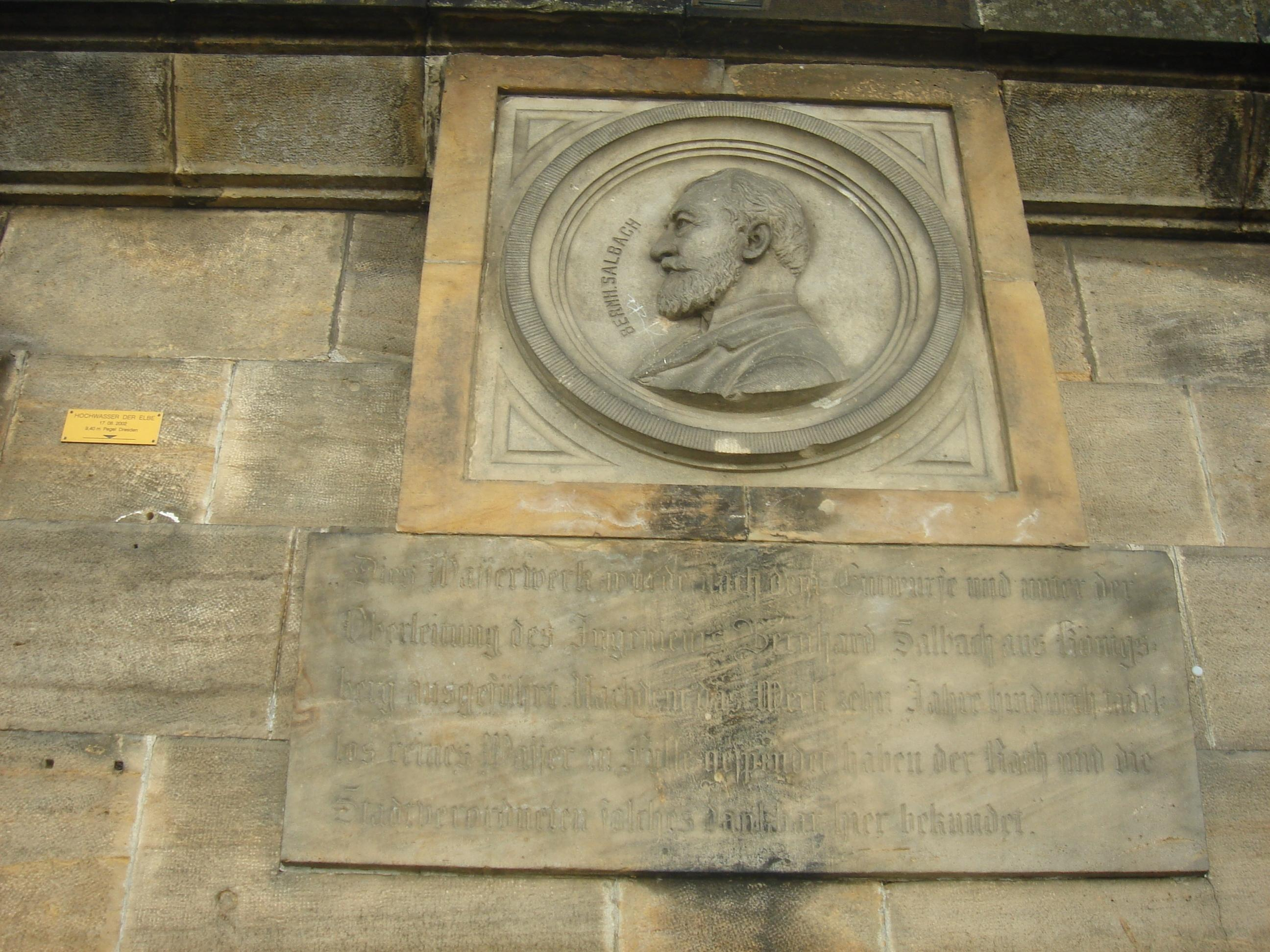
Gedenktafel an Bernhard Salbach nebst Hochwassermarke für den 17. August 2002 in über drei Metern Höhe an der Fassade des Wasserwerks

Am 26. September 1871 wurde mit dem Bau des „Wasserwerkes an der Saloppe“ begonnen. Der Entwurf für das neoromanische Gebäude stammt vom damaligen Dresdner Stadtbaurat Theodor Friedrich, der mit der Gasanstalt in Reick auch die Grundlage für die Versorgung der Stadt mit einem weiteren wichtigen Medium schuf. Die Pläne für die technische Ausstattung des Wasserwerks steuerte der Ingenieur Bernhard Salbach (1833–1894) bei, der später auch das Wasserwerk Tolkewitz ausstattete. An der Fassade des Klinkerbaus befinden sich drei Gedenktafeln, von denen je eine an den Baubeginn von 1871, den Ingenieur Salbach sowie einen Umbau von 1923 bis 1925 erinnert. Die Gesamtkosten des Baus beliefen sich auf 7,75 Millionen Mark. Am 30. März 1875 wurde die Saloppe als erstes Wasserwerk Dresdens eingeweiht. Die Inbetriebnahme erfolgte wenig später, sodass das Jahr 1875 als zeitlicher Beginn der modernen öffentlichen Wasserversorgung in Dresden gesehen wird.

### Historische Funktion
Das Werk gewann von Anfang an Wasser vom Uferfiltrat der Elbe. Dieses Grundwasser, das noch kurz zuvor Oberflächenwasser war, wurde über eine 1.438 Meter lange Sickergalerie mit gusseisernen Sickerrohren sowie später zusätzlich über 57 Rohrbrunnen gesammelt, von denen zum Teil noch Reste an den Elbwiesen und in der Dresdner Heide erkennbar sind. Anschließend wurde das Wasser im Werk aufbereitet und mit Hilfe von Dampfmaschinen in das 60 Meter höhere Hauptreservoir im Hochbehälter am Fischhaus (2017 abgerissen) in der Dresdner Heide gepumpt. Bereits 1894 bis 1896 entstand auf der anderen Elbseite das Wasserwerk Tolkewitz, da die Saloppe die Versorgung der schnell wachsenden Stadt nicht mehr allein gewährleisten konnte, was aus einem 1891 erstellten Gutachten Bernhard Salbachs hervorging. Die Saloppe war fortan nur noch für die Neustädter Elbseite zuständig. In der Saloppe wurden täglich über 4000 Kubikmeter Trinkwasser produziert, sodass selbst in den heißen Sommern der Jahre 1892 und 1904 keine Verbrauchsbeschränkungen nötig waren. Im Jahr 1902 wurden die Kasernen der Albertstadt durch die Fertigstellung eines eigenen Werkes autark. Die nordwestlich von Dresden gelegene Gemeinde Trachau errichtete in den Jahren 1899 und 1900 das Wasserwerk Trachau, das sich nach der Eingemeindung nach Dresden bald als unwirtschaftlich erwies und bereits 1909 wieder geschlossen wurde.

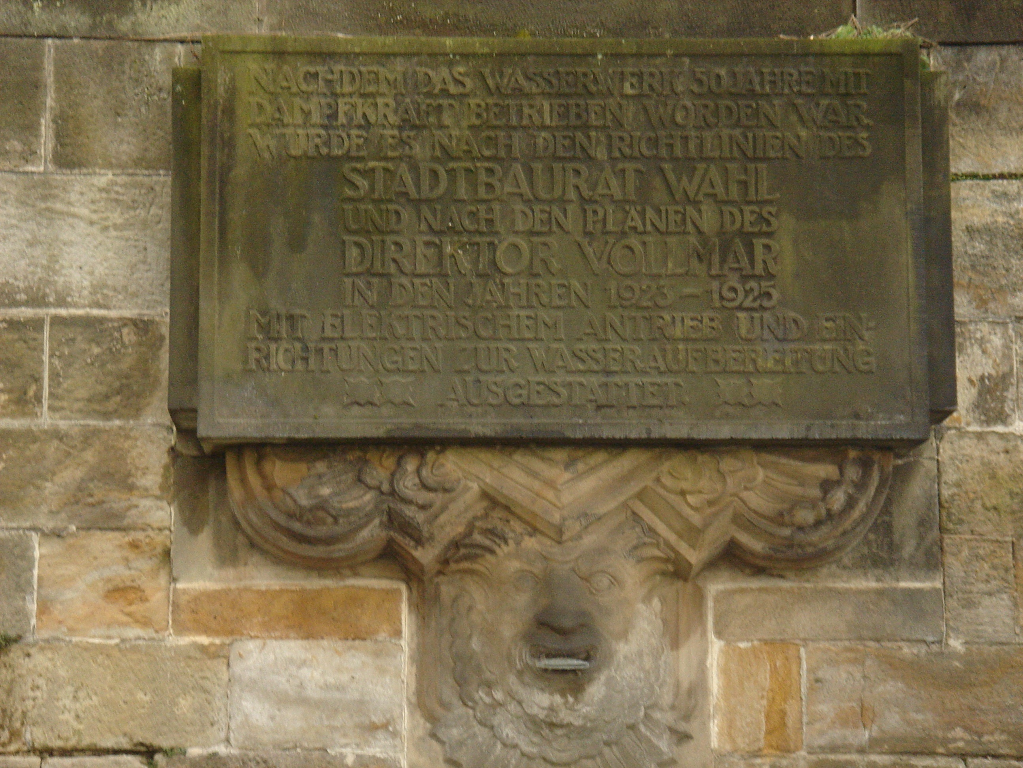
Gedenktafel zum Umbau des Wasserwerks an dessen Fassade

Die Aufwendungen für die Trinkwassergewinnung aus Elbwasser mussten indes in Anbetracht der stetig steigenden Verschmutzung des Flusses immer weiter verstärkt werden. So erfolgte in den Jahren 1923 bis 1925 eine technische Modernisierung in Form der Umstellung der Pumpanlage vom Dampfmaschinenantrieb auf elektrischen Betrieb sowie des Einbaus von Filtern. Bei den alliierten Bombenangriffen vom 13. Februar 1945 wurde auch das Wasserwerk teilweise zerstört. Dabei gingen der gesamte Ostteil des Gebäudes, der Kohleschuppen, die beiden Turmspitzen an der westlichen Gebäudeseite und der Schornstein verloren, der Rest blieb schwer beschädigt stehen. Nach einer zwischenzeitlichen Nutzung als Lager konnte das Wasserwerk 1949 notdürftig wiederhergestellt werden und seinen Betrieb wieder aufnehmen. Im Jahr 1980 wurde es rekonstruiert. Da die Trinkwasser-Fernversorgung aus den Weißeritz-Talsperren des Osterzgebirges nun ausgebaut und die Wasserqualität der Elbe immer schlechter geworden war, ging das Trinkwasserwerk Saloppe 1993 vom Netz, um zwei Jahre später als das heutige Nutzwasserwerk wieder in Betrieb genommen zu werden.

### Umbau
Der um das Jahr 2000 geplante Umbau des denkmalgeschützten Maschinenhauses zu Luxuswohnungen wurde auf Grund des Elbhochwassers 2002 und verschiedener anderer Bedenken zunächst wieder verworfen. Im Oktober 2013 verkaufte die Drewag das denkmalgeschützte Wasserwerk. Anschließend wurden die zerstörten Gebäudeteile rekonstruiert und 33 luxuriöse Eigentumswohnungen eingebaut, von denen die ersten erst 2019 übergeben werden konnten.

## Weiteres
- Am 6. April 2002 fand im Wasserwerk Saloppe das Kunstfestival „Ornö“ statt.[28]
- Gelegentlich wird das Wasserwerk als viertes Elbschloss bezeichnet.
- Seit 2001 findet am Wasserwerk alljährlich das Seifenkistenrennen „Prix de Saloppe“ statt.[29][30][31] Es wird von den Betreibern der aus der gleichnamigen alten Ausflugsgaststätte hervorgegangenen Sommerwirtschaft veranstaltet.[32]
- An der Saloppe fanden verschiedene Forschungsprojekte statt, so zum Beispiel halbtechnische Untersuchungen zur Entwicklung der Wasseraufbereitung aus Elbuferfiltrat[33] sowie Untersuchungen zur Nährstoffdynamik im hyporheischen Interstitial der oberen Elbe.[34]